# Docchi mo Docchi
Docchi mo Docchi (どっちもどっち lit. Cualquiera de los dos?), también conocida como Same Difference y Docchi mo Docchi: Pheromone-kei mo Otoko vs Intellid S-Ōji, es una película japonesa estrenada el 25 de octubre de 2014. Se basa en el manga homónimo de Nozomu Hiiragi, y se centra en Ōzaki y Tsuburuya, dos atractivos hombres de negocios que compiten por ser el dominante en su relación.

## Argumento
Ōzaki (Shō Tomita) y Tsuburuya (Yoshikazu Kotani) son dos atractivos hombres de negocios que pertenecen a la misma compañía, cada uno es el miembro élite de su respectiva torre (la compañía se divide en dos torres, A y B). Ambos hombres hacen que todos a su alrededor se desmayen con su aspecto hermoso y rasgos encantadores; Ōzaki induce feromonas irresistibles, mientras que Tsuburuya es considerado un príncipe encantador e inteligente, pero también posee un lado sádico. La rivalidad pronto surge entre ambos, así como también una atracción mutua que les lleva a comenzar una relación. Sin embargo y, debido a sus personalidades dominantes, ninguno de los dos está dispuesto a dejarse dominar por el otro y constantemente compiten entre sí para superarse y ser el activo en su muy complicada relación.

## Reparto
- Shō Tomita como Ōzaki
- Yoshikazu Kotani como Kazuomi Tsuburaya
- Masafumi Yokoyama como Katsumata
- Toshihiko Tanaka como Amishima
- Yūzō Satō como Presidente Izumiya
- Takuya Shigemoto
- Yūji Masuda
- Ryōsuke Kōno
- Shōhei Mikami